# 魔法数

核図表に示された魔法数の位置
N:中性子数 Z:陽子数
橙:陽電子放出または電子捕捉(逆ベータ崩壊)
青:ベータ崩壊
黄:アルファ崩壊
黄緑:自発核分裂による崩壊
赤:陽子放出による崩壊
紫:中性子放出による崩壊
黒:安定同位体

魔法数（まほうすう、英: magic number）とは、原子核物理学において、原子核が特に安定となる陽子と中性子の個数のことをいう。陽子数または中性子数が魔法数である核種を魔法核と呼ぶ。
核構造のシェルモデルでは、殻（シェル）が「閉じている」状態（閉殻）は安定性が高く、崩壊や核分裂が起きにくくなる。計算上特定の値が該当し、魔法数となる。陽子と中性子はよく似ているので同じ値となる。
現在、広く承認されている魔法数は 2, 8, 20, 28, 50, 82, 126 の7つで、原子番号がこれらにあたる元素は、周辺の元素に比べて多くの安定同位体を持っている。中性子数がこれに該当する同中性子体についても同様で、例えば核種の一覧を見ると、縦の20と横の20には安定同位体が並んでいるのがわかる。原子核から1個の中性子を引き離すのに必要なエネルギーは、中性子数が各魔法数からそれぞれ1個増加したときに極小となる。
一部の中性子過剰核では、8, 20, 28は消えて、別の魔法数である 6, 16, 32, 34 が現れる事が研究によって示されている。この領域のことを反転の島(Island of inversion)と呼ぶ。（50、82は維持される）。また、最近の研究から、中性子過剰な炭素同位体の陽子数6が魔法数である事が明らかになった。
魔法数は1949年にマリア・ゲッパート＝メイヤーとヨハネス・ハンス・イェンゼンによって理論的な説明がなされ、ノーベル賞授与対象となった。

## 二重魔法数
陽子数と中性子数が、ともに魔法数の核種（Zは陽子数、Nは中性子数）
|   |    | N        | N                | N                   | N               | N            | N            | N                  |
| 2 | 8  | 20       | 28               | 50                  | 82              | 126          |              |                    |
| - | -- | -------- | ---------------- | ------------------- | --------------- | ------------ | ------------ | ------------------ |
| Z | 2  | 4He 安定 | 10He 2.7×10-21秒 |                     |                 |              |              |                    |
| Z | 6  |          | 14C 5730年       |                     |                 |              |              |                    |
| Z | 8  |          | 16O 安定         |                     |                 |              |              |                    |
| Z | 20 |          |                  | 40Ca 5.9×1021年以上 | 48Ca 4.3×1018年 |              |              |                    |
| Z | 28 |          |                  | 48Ni 0.01秒?        | 56Ni 6.075日    | 78Ni 0.12秒? |              |                    |
| Z | 50 |          |                  |                     |                 | 100Sn 1.1秒  | 132Sn 39.7秒 |                    |
| Z | 82 |          |                  |                     |                 |              |              | 208Pb 2×1019年以上 |

ニッケルとスズは短寿命（周辺核種中では比較的安定）で、鉛164 (Z=82, N=82) は確認もされていない。これは、安定核種が集中する中心（ベータ安定線）から外れると、陽子や中性子の間に働く三体力が核力による繋ぎ止めを妨げるためである。原子核が成立できる限界をドリップラインと呼び、鉛のひとつ前のタリウムでは中性子数100以上となっている。

## 不安定核領域
魔法数は量子力学の効果を考える事で説明され、理論的な予測もされているが、シェルモデルは素粒子数が多くなると成り立たず、安定核近傍を離れた中性子過剰不安定核領域やドリップライン周辺では、他の理論に基づく推測から追加の魔法数が提案されている。
スキルムモデル（バリオンを扱う）についての、ハートリー-フォック方程式のボゴリューボフ変換による非相対論的エネルギー密度の研究では、N=184, 196が魔法数とされる。
このほか、N=162、Z=108, 114, 120, 126も同様に魔法数と見られる。
- Z=108, N=162 - ハッシウム270 270Hs 半減期10秒
- Z=108, N=184 - ハッシウム292 292Hs 未発見

また、超重元素における未発見元素のうち、二重魔法数を持つものは安定の島仮説の中心となっている。
- Z=114, N=184 - フレロビウム298 298Fl 未発見
- Z=120, N=184 - ウンビニリウム304 304Ubn 未発見
- Z=126, N=184 - ウンビヘキシウム310 310Ubh 未発見
- Z=126, N=196 - ウンビヘキシウム322 322Ubh 未発見

## 電子の魔法数
原子の化学的性質はその電子配置でほぼ決定されるが、電子殻における電子にも化学的に極めて安定する特定の数（配置）がある。オクテット則と呼ばれることもある。
電子が魔法数となる原子（貴ガス元素）は極めてイオン化しにくく、逆に魔法数に近い原子は、電子数が魔法数より多い場合にはイオン化傾向、逆に少ない場合には電気陰性度が大きい。このため、魔法数の電子配置を原子核とは別の意味で「核」と呼ぶことがある。
- 2 - ヘリウム K殻が閉殻 (2)
- 10 - ネオン L殻が閉殻 (K+8)
- 18 - アルゴン M殻のp軌道が閉殻 (K+L+8)
- 36 - クリプトン N殻のp軌道が閉殻 (K+L+M+8)
- 54 - キセノン O殻のp軌道が閉殻 (K+L+M+18+8)、N殻の4f軌道は空位
- 86 - ラドン P殻のp軌道が閉殻 (K+L+M+N+18+8)、O殻の5f軌道は空位
- 118 - オガネソン Q殻のp軌道が閉殻 (K+L+M+N+O+18+8)、P殻の6f軌道は空位

ネオンまでは主殻が閉じるが、以降は副殻であるp軌道が閉じることで安定する。これは、内側のd軌道よりも、1つ外側のs軌道のほうがエネルギー準位が低いためで、ナトリウム以降は主殻だけが閉じる状態は存在しない。 
また、たとえばラドンは化学的反応性を持ちフッ素と容易に反応するなど、電子数が魔法数であっても重い原子ほど安定性が低下することは、核子の魔法数の事情と共通している。

## 参考資料
1. ↑  Otsuka, Takaharu; Fujimoto, Rintaro; Utsuno, Yutaka; Brown, B. Alex; Honma, Michio; Mizusaki, Takahiro (2001-08-03). “Magic Numbers in Exotic Nuclei and Spin-Isospin Properties of the $\mathit{NN}$ Interaction”. Physical Review Letters 87 (8):  082502. doi:10.1103/PhysRevLett.87.082502.
2. ↑  Skaza, F.; Lapoux, V.; Keeley, N.; Alamanos, N.; Pollacco, E. C.; Auger, F.; Drouart, A.; Gillibert, A. et al. (2006-04-05). “Experimental evidence for subshell closure in $^{8}\mathrm{He}$ and indication of a resonant state in $^{7}\mathrm{He}$ below 1 MeV”. Physical Review C 73 (4):  044301. doi:10.1103/PhysRevC.73.044301.
3. ↑  Ozawa, A.; Kobayashi, T.; Suzuki, T.; Yoshida, K.; Tanihata, I. (2000-06-12). “New Magic Number, $\mathit{N}\phantom{\rule{0ex}{0ex}}=\phantom{\rule{0ex}{0ex}}16$, near the Neutron Drip Line”. Physical Review Letters 84 (24):  5493–5495. doi:10.1103/PhysRevLett.84.5493.
4. ↑  Wienholtz, F.; Beck, D.; Blaum, K.; Borgmann, Ch.; Breitenfeldt, M.; Cakirli, R. B.; George, S.; Herfurth, F. et al. (2013-06). “Masses of exotic calcium isotopes pin down nuclear forces” (英語). Nature 498 (7454):  346–349. doi:10.1038/nature12226. ISSN 0028-0836.
5. ↑  『重いカルシウムで新しい「魔法数」34を発見 -原子核物理学の夢の1つ「安定原子核の島」到達の手掛かりに-』（プレスリリース）理化学研究所、埼玉県, 日本、2013年10月10日。2013年10月14日閲覧。
6. ↑  Steppenbeck, D.; Takeuchi, S.; Aoi, N.; et al. (2013-10-10). “Evidence for a new nuclear ‘magic number’ from the level structure of 54Ca”. ネイチャー 502:  207-210. doi:10.1038/nature12522 2013年10月14日閲覧。.
7. ↑  平成27年度（第61回）仁科記念賞受賞者 一覧平成27年11月13日　公益財団法人仁科記念公益財団
8. ↑  Tran, D. T.; Ong, H. J.; Hagen, G.; Morris, T. D.; Aoi, N.; Suzuki, T.; Kanada-En’yo, Y.; Geng, L. S. et al. (2018-04-23). “Evidence for prevalent Z = 6 magic number in neutron-rich carbon isotopes” (英語). Nature Communications 9 (1). doi:10.1038/s41467-018-04024-y. ISSN 2041-1723.
9. ↑  3体力と物質の存在限界 東京大学理学系研究科